# شدة الزلزال
شدة الزلزال (بالإنجليزية: Earthquake Intensity)‏ تُعرف بأنها مقياس وصفي لما يحدثه الزلزال من تأثير على الإنسان وممتلكاته، ولما كان ذلك المقياس مقياسًا وصفيًّا يختلف فيه إنسان عن آخر في وصف تأثير الزلزال طبقًا لاختلاف أنماط الحياة في بلدان العالم المختلفة، ولتدخّل العامل الإنساني فيه بالقصد أو المبالغة فقد ظهرت الصور العديدة لهذا المقياس وأهمها مقياس ميركالي المعدل وذروة التسارع الأرضي.